# عبدالرحیم افندی

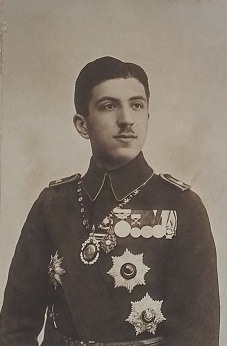

عبدالرحمان افندی (به ترکی استانبولی: Abdürrahim Efendi) پسر سلطان عبدالحمید دوم، سلطان امپراتوری عثمانی بود. مادر وی پیوسته خانم، از قوم چـِرکِس بود.